# Ituverava (tiểu vùng)
Ituverava là một tiểu vùng thuộc bang São Paulo, Brasil. Tiều vùng này có diện tích 1996 km², dân số năm 2007 là 89550 người.